# Breguet Atlantic
Breguet Br.1150 Atlantique І ATL1 — європейський літак морської базової патрульної авіації, розроблений на початку 1960-х. Перший бойовий літак в НАТО, який розроблявся і будувався консорціумом європейських виробників в рамках багатонаціонального проєкту, до якого крім французьких компаній Breguet Aviation (потім Dassault-Breguet — нині Dassault) та Sud Aviation, входили бельгійська група ABAP (Fairey, FN і SABCA), німецька Dornier і нідерландська Fokker, пізніше до них приєдналася італійська Aeritalia. Двигун для літака розроблявся також європейським міжнародним консорціумом. Протягом експлуатації було випущено декілька його модифікацій, найбільш відомою серед яких є Dassault Atlantique II ATL2. Перебуває або перебував на озброєнні Військово-морських сил Франції, Німеччини, Італії, Нідерландів та Пакистану.

## Історія створення і будівництва
В середині 1950-х в НАТО були оголошені єдині тактико-технічні вимоги до перспективного літака морської базової патрульної авіації. США розпочали розробку власного літака на базі Lockheed L-188 Electra, який пізніше отримав індекс P-3 Orion, а європейські авіавиробники з дев'яти країн направили на конкурс 18 проєктів майбутнього літака, з яких у січні 1959 року переміг проєкт Breguet Br.1150 міжнародного франко-німецько-голландского консорціуму. У грудні того ж року був створений комітет SECBAT (фр. Societe d'Etudes et de Construction du Breguet Atlantic), відповідальний за роботи за програмою «Атлантик». Крім Breguet, в кооперації з розробки і виробництва літака взяли участь Sud Aviation, група ABAP, Dornier, Fokker та Aeritalia. Ще один консорціум був сформований для виробництва турбогвинтового двигуна Rolls-Royce Tyne: в нього увійшли, в тому числі, бельгійська FN, німецький MAN та французька SNECMA. Літак отримав позначення Atlantic ATL (також Atlantique французькою). Після появи пізнішої модифікації Atlantique 2 літаки першої серії іменувались як Atlantic 1.

### Breguet Br.1150 Atlantic І
Фюзеляж першого літака виготовили на авіазаводі в Тулузі, а центральну секцію крила в Голландії фірмою «Фоккер», збірка планера також здійснювалася в Тулузі. Макет «Бреге 1150» продемонстрували вищому військовому керівництву НАТО в листопаді 1960, а у вересні наступного року складальний цех заводу покинув його перший прототип. Перший політ «Атлантика» відбувся 21 жовтня 1961, через три роки після початку повномасштабного проєктування. Програмою передбачалося будівництво двох прототипів. Другий «Бреге 1150» злетів 25 лютого 1962, також з заводського аеродрому в Тулузі. Третій дослідний літак будувався як передсерійний, його збірка почалася в травні того ж року. Від двох перших прототипів він відрізнявся збільшеною на метр довжиною фюзеляжу. Перші польоти третього і четвертого прототипів з подовженим фюзеляжем відбулися, відповідно, в лютому 1963 і у вересні 1964 років у Випробувальному центрі ВПС Франції в Істрі.
Br.1150 Atlantic розроблявся як двомоторний суцільнометалевий моноплан із середнім розташуванням крила великого подовження. Двопалубний фюзеляж літака розділений майже на всій його довжині на дві частини: у верхній, герметизированной, його частині розташовані кабіна екіпажу, відсік операторів пошукового обладнання, приміщення для їх відпочинку; нижня частина негерметична, в ній розміщені пошукова РЛС  DRAA-2B, допоміжна енергетична установка, відсік озброєння; в хвостовій частині — відсік радіогідроакустичних і маркерних буїв, на кілі встановлений обтічник апаратури РЕБ ARAR 13A, на хвостовій балці — авіаційний магнітометр (MAD DH-AC-1). Основним призначенням нового літака стали пошук і знищення підводних човнів противника, підтримка дій надводних сил флоту, ведення повітряної розвідки у відкритому морі і прибережних/приморських районах, пошуково-рятувальний операцій, виконання мінних постановок, а також виконання функцій транспортного літака. Для виконання завдань протичовнової оборони «Атлантик» мав комплект радіогідроакустичних буїв систем Julie і Jezebel та РЛС з дальністю виявлення малорозмірних надводних цілей до 75 км. Встановлені на «Атлантику» радар, магнітометр, комплекс РЕБ та інші радіоелектронні засоби переважно були розроблені і випускалися компанією Thomson-CSF. На той час БРЕО «Атлантиків» було найсучаснішим — індикатори відображення інформації та прибори керування пошукового обладнання були виведені на пульти управління комплексної системи PLOTAC, розташовані у відсіку управління. Для знищення підводних човнів і надводних кораблі противника мались авіабомби, глибинні бомби (в тому числі атомні), а також авіаційні торпеди у відсіку озброєння та керовані ракети «повітря-поверхня», торпеди Murene або ракети самооборони класу «повітря-повітря» на чотирьох підкрилових вузлах підвіски. Екіпаж літака складався з 12 осіб, в тому числі семи операторів спеціального пошукового обладнання.
Перша серія «Атлантиків» з 40 одиниць була поставлена до липня 1965 року ВМС Франції, друга, — 20 машин, — Бундесмаріне. Літаки відрізнялися тільки забарвленням і національною символікою. Збройним силам Бельгії літак став непотрібним після втрати колоній в Конго, Нідерланди спочатку відмовилися від закупівель з фінансових міркувань. В той же час бажання придбати «Бреге 1150» висловили Австралія, Нова Зеландія і Південно-Африканська Республіка, однак на експорт машин наклала вето Північноатлантична рада. Третя виробнича серія, включала 9 «Атлантиків» для ВМС Нідерландів і 18 для Італії. Перші чотири літаки для Голландських ВМС французи передали союзникові зі складу своєї морської авіації в 1969 році, решту п'ять було побудовано — останній з них переданий Нідерландам на початку 1971. Уряд Італії рішення про закупівлю 18 «Атлантиків» прийняв в жовтні 1970. Перший італійський «Атлантик» виготовили в червні 1972, а останній — на початку 1974. Виготовленням цього, вісімдесят сьомого за рахунком літака, серійне виробництво Breguet Br.1150 Atlantic завершилося.
Згодом, у 1976 році, три французьких «Атлантики» були виведені з бойового складу ВМС і передані Пакистану. П'ять з 20 Br.1150 ВМС Німеччини були переобладнані в літаки радіо- і радіотехнічної розвідки. Ці літаки отримали комплекс апаратури РТР E-Systems Peace Peek, який був розроблений на базі системи Loral — його відмінною рисою були антени, розташовані на закінцівках крил. Італійські «Атлантики» були модернізовані компанією Aeritalia — на них встановили більш сучасні пошукові РЛС, навігаційні системи, а також комплекс РЕБ Selenia ALR-730.

### Dassault Atlantique II ATL2
З початку 1970-х розроблялася низка проєктів з модернізації «Атлантика». Зокрема у 1970 році SECBAT домігся згоди представників Франції, Німеччини, Італії та Нідерландів на розробку тактико-технічних вимог до модифікації Atlantic Mk.2 — європейської відповіді на проєкт американського протичовнового літака на базі Boeing-707-320. Для покращення льотних характеристик при польотах з повним навантаженням передбачалося оснастити «Атлантик» двома додатковими двигунами SNECMA Rolls-Royce М45Н. Бортове пошукове обладнання підлягало заміні на більш сучасне. Передбачалося побудувати щонайменше 85 літаків модифікації Mk.2. Втім, проєкт реалізований не був через втрату інтересу до нього з боку німецьких і італійських учасників. Франція, яка потребувала вдосконалених «Атлантиків», щоб остаточно позбутися від застарілих P-2 Neptune продовжила проєктування самостійно. Однак фінансувати поодинці витрати на розробку такого радикального варіанту не змогла — спрощені модифікації Atlantic Mk.3, а потім Atlantic Mk.4 проєктувались з обладнанням, аналогічним до Mk.2, але без додаткових двигунів.
Розробка проєкту Atlantic Mk.4, відомого також як Atlantique ANG (ANG — Atlantic Novelle Generation) розпочалася у 1977 році. «Атлантик-ANG» планувалось прийняти на озброєння у 1984—1985 роках. Французькі військові планували замовити 42 літаки. Основні напрямки модернізації полягали в підвищенні ефективності пошукового комплексу та посилення озброєння за рахунок забезпечення можливості застосування протикорабельних ракет AM-39 Exocet. Зовні оновлений «Атлантик» відрізняється від попередника зміненою закінцовкою кіля, контейнерами з радіоелектронним обладнанням на кінцях крила нової форми і підфюзеляжною туреллю інфрачервоної системи огляду передньої півсфери. Головним завданням розробників було забезпечення більш високої надійності, підвищеного терміну служби, а також скорочення обсягів і вартості технічного обслуговування нових літаків БПА при мінімальних змінах в проєкті та витратах на модернізацію.
На «Атлантику ІІ» (таке позначення отримав модернізований літак в системі стандартизації НАТО, при цьому його попередник став іменуватись «Атлантик І») радикальної модернізації зазнав бортовий комплекс пошукового обладнання і система обробки та аналізу інформації. Вся апаратура пошукової та навігаційної систем була «зав'язана» на центральний комп'ютер обробки інформації CIMSA 15M125 (фр. Compagnie d Informatique Militaire, Spatiale et Aéronautique). Використання такого комп'ютера дозволило значно збільшити ефективність роботи гідроакустичного комплексу — одночасно оброблялася інформація від радіогідроакустичних буїв. Новий радар Thomson-CSF ARAD-10B Iguana з системою пеленгування джерел електромагнітного випромінювання і визначення характеристик пеленгованого сигналу ARAR-13А значно розширив можливості з виявлення підводних і надводних цілей. На літаку були повністю оновлені засоби радіозв'язку і навігації. Цифрова апаратура зв'язку дозволила здійснювати обмін даними з іншими літаками, кораблями і береговими пунктами управління, що дозволяло, в разі необхідності, використовувати «Атлантик ІІ» як літак дальнього радіолокаційного стеження (АВАКС).

## Країни-оператори

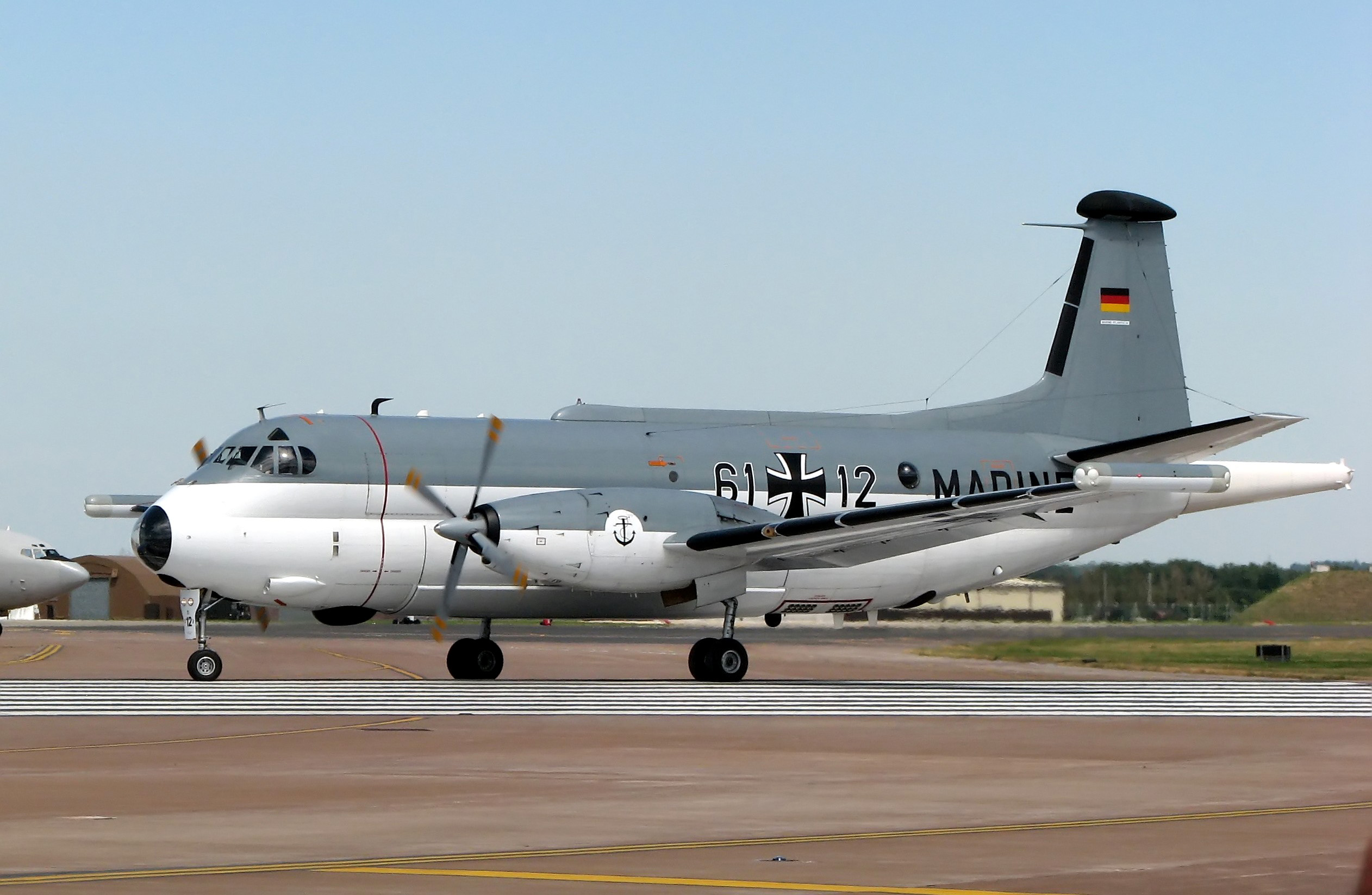
Breguet Atlantic BR1150 ВМС Німеччини

| Оператор                           | Модель                                                                                               |
| ---------------------------------- | --- |
| Військово-морські сили Франції     | 22 Atlantique II ATL2                                                                                |
| Військово-морські сили Італії      | 12 Br.1150 Atlantic                                                                                  |
| Військово-морські сили Німеччини   | До 2005 року мали на озброєнні 20 Br.1150 Atlantic (до 2010 року — 5 Atlantic у варіанті літака РЕР) |
| Військово-морські сили Нідерландів | До 1984 року мали на озброєнні 9 SP-13A Atlantic                                                     |
| Військово-морські сили Пакистану   | До 2012 року мали на озброєнні 3 Br.1150 Atlantic                                                    |

## Тактико-технічні характеристики Dassault Atlantique II ATL2
Джерело: Jane's All the Worlds Aircraft 1988–89.
Основні характеристики
- Екіпаж: 12 (5 + 7 операторів)
- Довжина: 31,62 м
- Висота: 10,89 м
- Розмах крила: 37,42 м

- Площа крила: 120,34 м²
- Крило у плані: трапецієподібне
- Маса порожнього: 25 700 кг
- Нормальна злітна маса: 44 200 кг
- Максимальна злітна маса: 46 200 кг
- Маса палива у внутрішніх баках: 18 500 кг
- Силова установка: 2 × ТВД Rolls-Royce Tyne RTy.20 Mk.21   по 6150 к.с. ( 4549 кВт)
- Повітряний гвинт: два 4-х лопатеві Ratier/BAe

Льотні характеристики
- Максимальна швидкість: 648 км/год.
- Крейсерська швидкість: 555 км/год.
  - Швидкість патрулювання: 315 км/год.
- Бойовий радіус:  
  - Бойовий радіус при патрулюванні: 3333 км
  - Бойовий радіус в протичовновому польоті: 1100 км
- Практична дальність: 9075 км

Озброєння
- Бойове навантаження: 3500 кг у відсіку озброєння і 4 вузлах підвіски:

У відсіку озброєння: 1 ядерна глибинна бомба, або 12 175-кг або 160-кг глибинних бомб, або 2 торпеди DTCN L4 або 8 торпед Mk.46 чи 2 торпеди Murene або 9 250-кг морських мін, або 7 протикорабельних ракет AM.39 Exocet чи 2 керовані ракети «повітря-поверхня» AS.37 Martel

На вузлах підвіски: 4 керовані ракети «повітря-поверхня» AS.37 Martel або 4 торпеди Murene чи 4 ракети самооборони класу «повітря-повітря» R.550 Magic